# فرودگاه نلسن رنچ
فرودگاه نلسن رنچ (به انگلیسی: Nelson Ranch Airport) یک فرودگاه خصوصی است که یک باند فرود خاک دارد و طول باند آن ۷۶۲ متر است. این فرودگاه در شهر مائوپین، اورگن کشور ایالات متحده آمریکا قرار دارد و در ارتفاع ۶۰۹ متری از سطح دریا واقع شده‌است.